# Kaédi

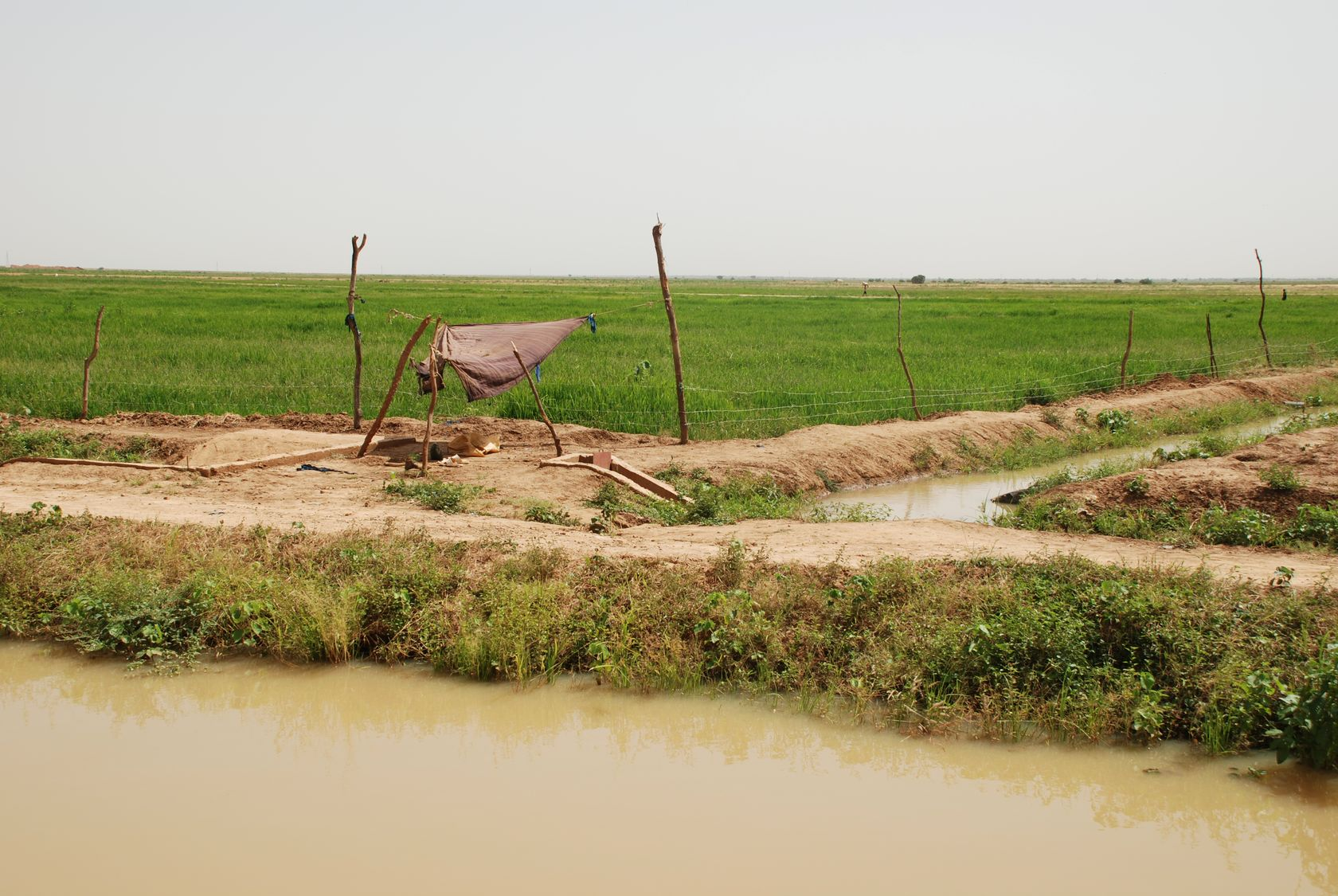
Von Kanälen aus dem Gorgol bewässerte Reisfelder am östlichen Stadtrand

Kaédi (arabisch كيهيدي, DMG Kaihaidī) ist die Hauptstadt der Verwaltungsregion Gorgol am Senegalfluss im Süden Mauretaniens. Der Ort hat eine gewisse wirtschaftliche Bedeutung als Flusshafen und liegt in einer fruchtbaren Ebene mit bewässerten Feldern. Das Regionalkrankenhaus Kaédi ist wegen seines innovativen Architekturkonzepts bekannt.

## Lage
Kaédi liegt im Bereich der Trockensavanne, zu der im Wüstenland Mauretanien ein Streifen südlich des 17. Breitengrades zählt, innerhalb der wenige Kilometer breiten Überschwemmungsebene (Chemama) entlang des Senegalflusses. In der Umgebung gedeihen auf großparzellierten Anbauflächen Reis und Hirse. Die Felder werden über Kanäle bewässert, die mit Dieselpumpen aus dem Senegalfluss versorgt oder vom Gorgol abgeleitet werden. Dieser Nebenfluss des Senegal wird an seiner Einmündung am östlichen Stadtrand durch eine Staumauer zurückgehalten. Am Ende der sommerlichen Regenzeit kann er sich hier zu einem weit nach Norden reichenden See erweitern.
Die Landeshauptstadt Nouakchott liegt 435 Kilometer nordwestlich. In derselben Richtung führt die asphaltierte Straße am Senegal entlang bis zur 105 Kilometer entfernten Kleinstadt Boghé, die einzige andere Asphaltstraße endet 230 Kilometer südöstlich in Sélibaby. Der Flusshafen dient dem Warenaustausch mit dem Senegal. Für Ausländer besteht kein Grenzübergang.
Kaédi verfügt über eine 2,5 Kilometer lange unmarkierte Landebahn am nördlichen Ortsende. Der zivile Flugplatz Kaédi (IATA-Flughafencode: KED) wird nicht regelmäßig angeflogen.
Nördlich und westlich von Kaédi, in einem Dreieck zu den Städten Boghé und Aleg, wurden oberflächennahe Phosphatvorkommen gefunden, über die 1989 berichtet wurde. Die etwa zwei Meter dicken waagrechten Schichten bei den Orten Boufal und Loubboira haben einen für den Abbau ausreichenden Phosphatgehalt. Im Januar 2008 erklärte die China Exim Bank ihre Bereitschaft, einen Teil der Kosten für eine geplante Bahnlinie zum Phosphattransport zwischen Nouakchott und Kaédi zu finanzieren.

## Bevölkerung
Kurz nach der 1960 erklärten Unabhängigkeit hatten die damals existierenden Städte Mauretaniens alle Einwohnerzahlen im vierstelligen Bereich. Für Kaédi wurde 1963 die Zahl der Bewohner auf 8000 geschätzt. 1970 waren es etwa 20.000, die Volkszählung 1988 ergab 30.515 Einwohner. Die Bevölkerungszahl der Gemeinde hat in den Jahren von 2000 bis 2023 von 34.227 auf 62.790 Einwohner zugenommen. Der Hauptort selbst hat 57.673 Einwohner (2023) und ist damit die fünftgrößte urbane Siedlung des Landes.

## Geschichte
Kaédi war im Mittelalter eines der Zentren islamischer Gelehrsamkeit. In einer Bibliothek sind jahrhundertealte arabische Manuskripte erhalten. Die Kolonialzeit begann um 1890 mit dem Vordringen französischer Einheiten in das Landesinnere. Der Tukulor-Führer Abdoul Boubakar herrschte von seinem Posten Kaédi über das Gebiet Bossea, das in der sich zu beiden Seiten des mittleren Senegalflusses erstreckenden Region Fouta Toro lag. Weil Abdoul Boubakar dem Herrscher über das Wolof-Reich Jolof, Alboury Ndiaye, und seinen antifranzösischen Kämpfern Zuflucht gewährte, beschossen die Franzosen am 20. Juli 1890 den Ort. Boubakars Zusammenschluss mit den Bidhan der Region Brakna scheiterte ebenso wie der Versuch Ndiayes, in Kaédi weitere Truppen für die Befreiung seiner Herkunftsregion zu rekrutieren und bis 1891 hatten die Franzosen das gesamte Tal des Senegalflusses erobert.
Mitte 1929 kam es in Kaédi zu einer religiösen Aufstandsbewegung, die von Yacouba Sylla entfacht wurde. Der Sufi-Prediger hatte sich vom Orden der Tidschani abgespalten und nutzte in Kaédi die Spannungen zwischen der französischen Verwaltung und der lokalen Stammeselite, um der Soninke-Minderheit eine eigene, Yaqubiyya genannte Interpretation der radikalislamischen Reformideen des Hamallaya-(Hamalliyya-)Ordens nahezubringen. Seine Vorstellungen waren für die Mehrheit der Muslime inakzeptabel. Obwohl die Franzosen Sylla im Dezember 1929 in die Elfenbeinküste deportierten, dauerten die Unruhen seiner Anhänger bis zum Ende des folgenden Jahres.

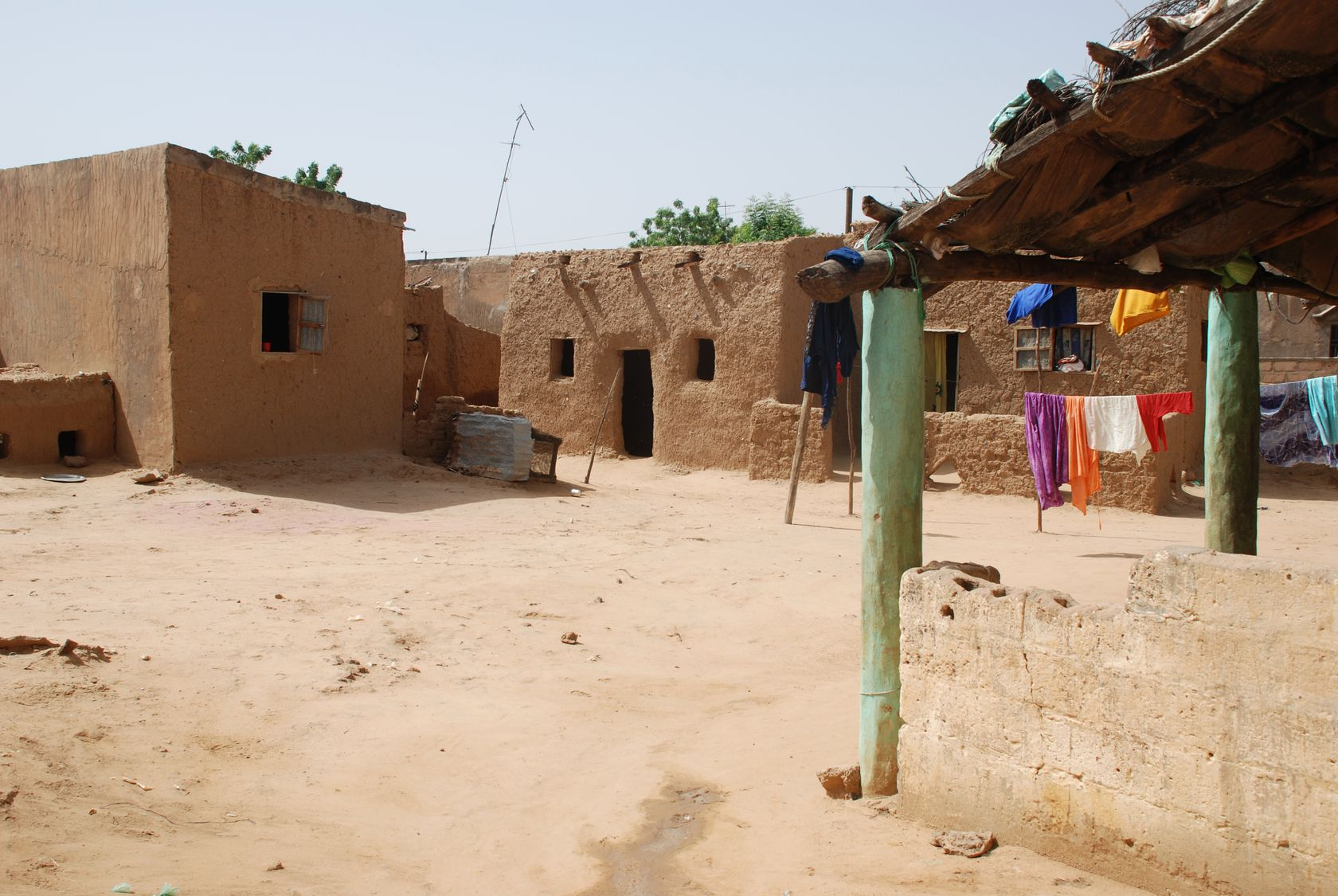
Lehmbauweise der Sudanzone

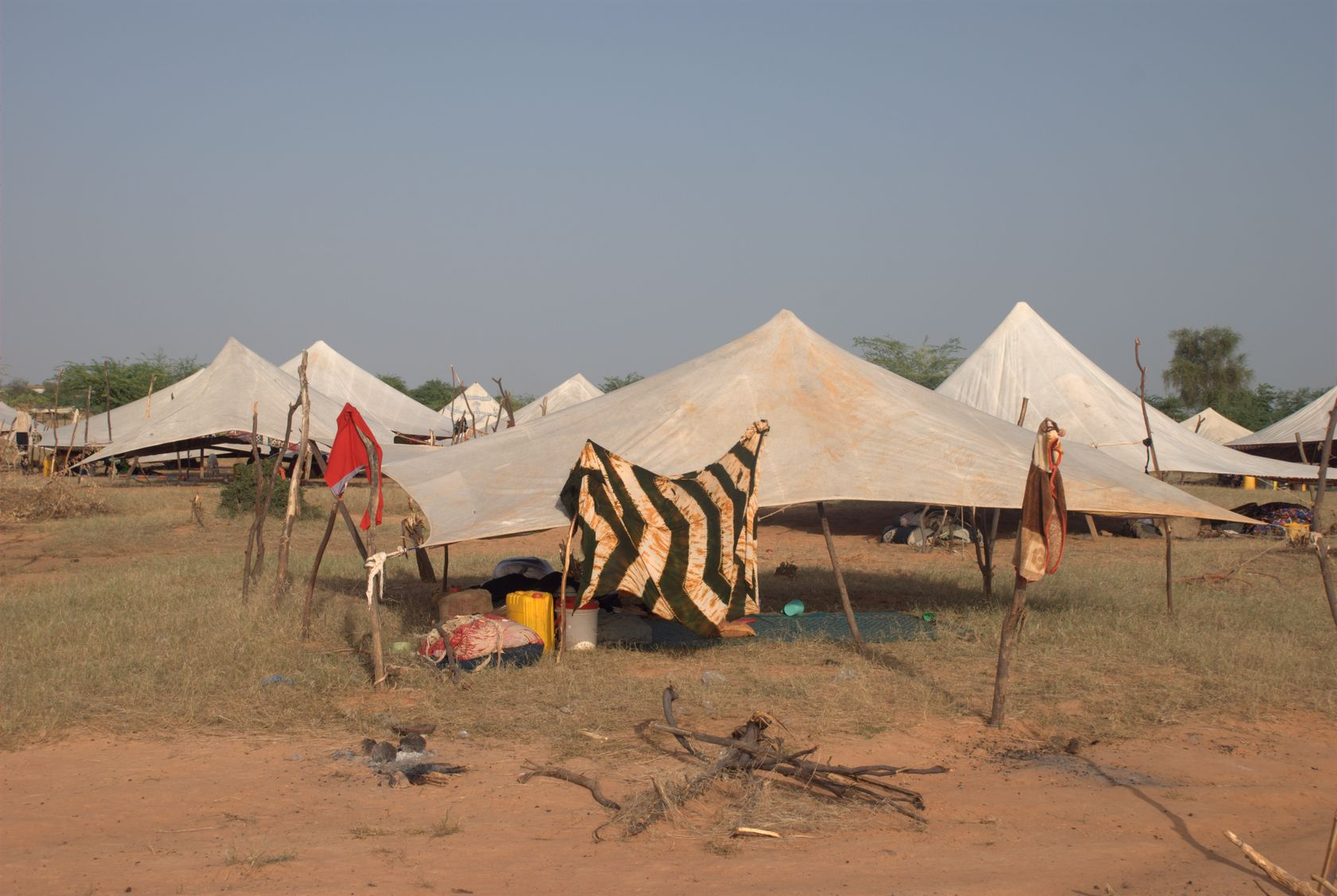
Zelte der mauretanischen Wüste

Für die Landesgeschichte wurde Kaédi 1964 bedeutend, als am 28. und 29. Januar die Konferenz von Kaédi stattfand, die zu einem Schlüsselereignis für die politische Entwicklung des Landes wurde. Der erste Präsident, Moktar Ould Daddah, verkündete den versammelten Mitgliedern seiner Einheitspartei Parti du Peuple Mauritanien (PPM) den neuen autoritären Kurs, mit dem bis zu ihrer Auflösung 1978 die Partei praktisch zum ausführenden Organ der präsidialen Politik degradiert wurde.
In den 1960er Jahren richtete die Regierung nach sozialistischem Muster um Kaédi Großfarmen mit bis zu 500 Hektar ein. 1968 wurde eine tiermedizinische Ausbildungseinrichtung eröffnet. Der Ort verdankte sein wirtschaftliches Wachstum in der Folgezeit hauptsächlich dem Handel mit Senegal.
Im Oktober 1987 wurde ein Putschversuch von drei schwarzafrikanischen Offizieren gegen die Regierung von Präsident Maaouya Ould Sid’Ahmed Taya aufgedeckt, der eine Einmischung Senegals in die politischen Spannungen im Land zwischen den Bidhans (Weiße, häufig mit arabischer Abstammung gleichgesetzt) und Soudans (zusammenfassend für Schwarzafrikaner) vermutete. Nach der Hinrichtung der Offiziere am 6. Dezember 1987 kam es im Süden zu Bürgerkriegsunruhen. Kaédi wird mehrheitlich von Halpulaaren bewohnt (Tukulor und Fulbe), zu denen auch die Putschisten gehörten. In der Folge kam es in der Stadt zu Protesten der schwarzafrikanische Oppositionsgruppe Forces de Libération Africaine de Mauritanie (FLAM) gegen die von Bidhans dominierte Regierung. Der Rassenkonflikt führte im April 1989 zur Senegal-Mauretanien-Krise, die zeitweilig zur Schließung der Grenze führte. Für Kaédi und Umgebung wurden einem Kriegsrecht vergleichbare Gesetze erlassen; Handel und freie Bewegung waren nicht mehr möglich. Die Spannungen ließen erst 1991 nach.

## Stadtbild
Die Bevölkerung der Stadt stammt überwiegend aus dem Senegal. Die meisten Einwohner sind Halpulaaren, eine Minderheit Soninke und wenige sind aus dem Norden stammende Bidhan. Das Marktzentrum liegt einige hundert Meter nördlich des Senegalflusses. Auffällig sind wenige mit Ziegeln gedeckte Dächer von Häusern aus der Kolonialzeit. Der geschäftige Markt unterscheidet sich durch sein Angebot an bunten Stoffen aus dem Senegal von den arabisch geprägten Handelsorten weiter nördlich. Im östlichen Teil liegt der zentrale Platz, an dem die nach Boghé fahrenden Sammeltaxen (taxi brousse) warten. Am Flussufer nach Osten breiten sich Wohngebiete mit Häusern aus Lehmziegeln aus, die wie in der Sudanzone üblich, hinter einer Umfassungsmauer um einen Innenhof gruppiert sind. In größerer Entfernung vom Fluss finden sich Wohngebiete mit teilweise verfallenen Häusern. Das lehmige Senegalufer dient als Wasch- und Badeplatz.
Die Hauptstraße verläuft vom Fluss etwa 1,5 Kilometer in nordwestlicher Richtung bis zum Krankenhaus, wo die Ausfallstraße in südwestlicher Richtung nach Boghé beginnt. Geradeaus weiter endet die Straße nach einem knappen Kilometer an der Landebahn, die im Norden die Stadt begrenzt. Jenseits beginnt die offene, mit einzelnen Akazien (wie Acacia seyal) bestandene Savanne. Von der Stadt getrennt schlagen hier verarmte Bidhan-Nomaden ihre einfachen weißen Zelte (khaima) auf. Das Camp erinnert an Flüchtlingslager. In Südmauretanien sind traditionell Ansammlungen von 50 bis 100 Zelten üblich, während in der nördlichen Wüste höchstens ein Dutzend Zelte zusammenstehen.

## Sport
Der Fußballklub ADK Moderne Kaédi ist in der Stadt beheimatet.